# Elżbieta Sikora
Pour les articles homonymes, voir Sikora.
Elżbieta Sikora, née le 20 octobre 1943 à Lwów (alors dans le Gouvernement général de Pologne occupée, en Ukraine, à l'ouest de ce pays, depuis 1991), est une compositrice polonaise .

## Biographie
Née en octobre 1943 à Lwów,, Elżbieta Sikora fait des études de composition musicale au Conservatoire de Varsovie, avec Tadeusz Baird et Zbigniew Rudziński. Elle les complète ensuite à Paris en musique électroacoustique, notamment avec Pierre Schaeffer  et François Bayle à la fin des années 1970, puis au début des années 1980 en composition et analyse avec Betsy Jolas. 
Elle fonde avec Wojciech Michniewski et Krzysztof Knittel le Groupe de compositeurs Kew, qui travaillent ensemble de 1973 à 1981. Elle séjourne en France à l’IRCAM et aux États-Unis à l'université Stanford et au CCRMA. Elle bénéficie de bourses du gouvernement français, de la ville de Mannheim, de la Fondation Kościuszko. Elle compose pour Krzysztof Rogulski les musiques de plusieurs films, dont Przed odlotem en 1980. Elle vit à Paris depuis 1981, à la suite de l'instauration de la loi martiale le 13 décembre 1981 en Pologne par le général Jaruzelski, puis acquiert la nationalité française.

## Œuvres
Elle a composé une cinquantaine d'œuvres dont trois opéras, trois ballets, plusieurs œuvres symphoniques, concertos, œuvres de musique de chambre, musique électroacoustique et mixtes. 
Parmi ses œuvres récentes, l'opéra Madame Curie

## Prix et distinctions
Elle a remporté plusieurs prix de composition dont :
- Prix Magistère à Bourges, en 1999[4] pour « Aquamarina »[5]
- Prix « Nouveau Talent Musique" de la SACD
- Prix du printemps de la SACEM
- Mention spéciale de l’Académie du disque lyrique
- Chevalière de l'ordre des Arts et des Lettres (France)
- Chevalière de l'ordre du Mérite de la république de Pologne (Pologne)